# Tumba missionsförsamling

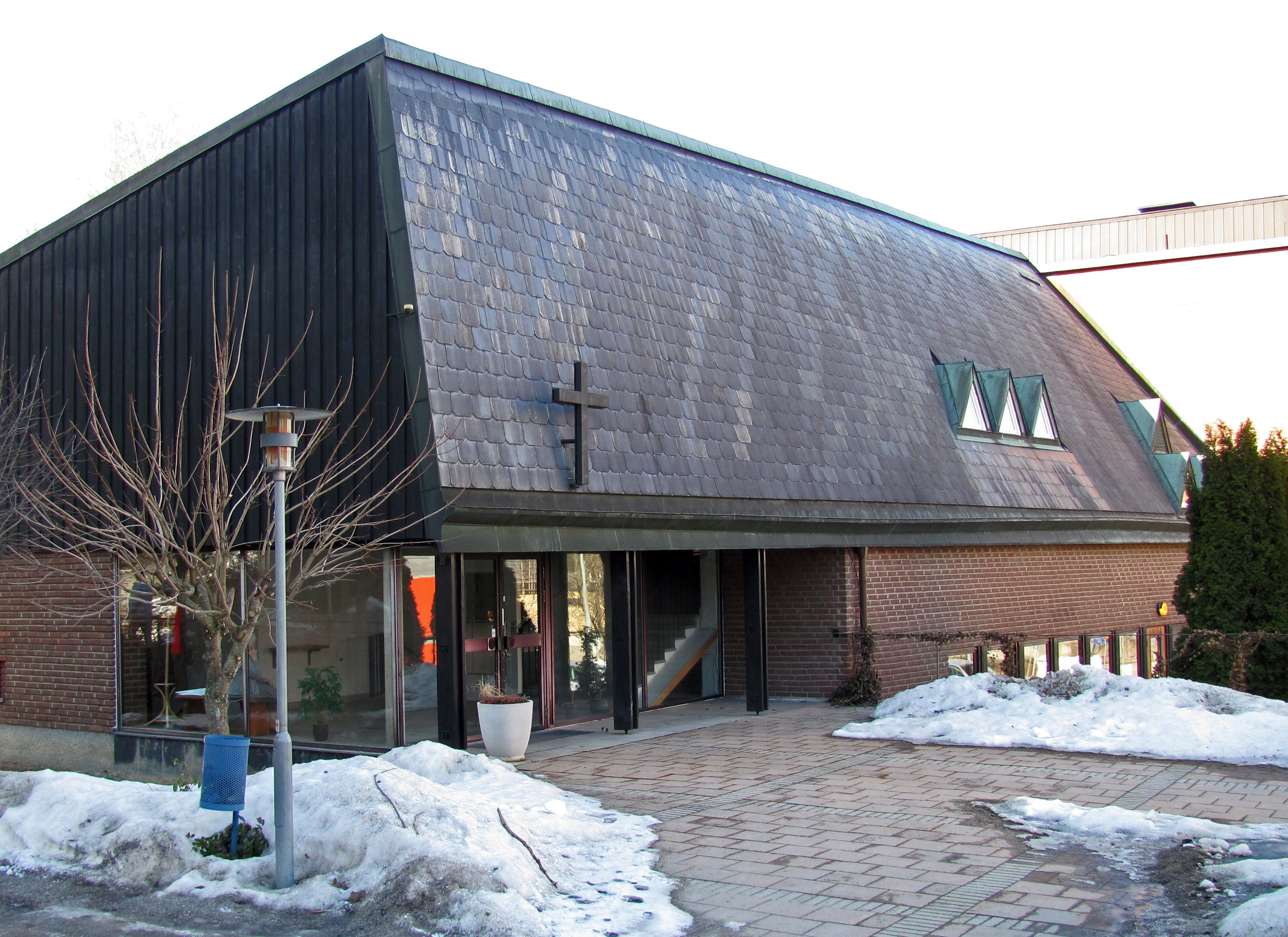
Centrumkyrkan i Tumba.

Tumba Missionsförsamling är en del av Equmeniakyrkan och ligger i Tumba i Botkyrka kommun.
Församlingens kyrka heter Centrumkyrkan och ligger intill Tumba centrum.
Församlingen bestod år 2012 av 165 medlemmar, hade stor barn- och ungdomsverksamhet med söndagsskola, scoutkår och tonårsgrupp.

## Huvudman
Församlingen är en av fem delägare, alla Equmenia eller syrisk ortodoxa församlingar, till Botkyrka folkhögskola i Hallunda.
Även Hela människan i Tumba har församlingen som en av huvudmännen.